# Makomanai (metropolitana di Sapporo)
Makomanai (真駒内駅?, Makomanai-eki) (N15) è una stazione della metropolitana di Sapporo situata nel quartiere di Minami-ku, a Sapporo, Giappone. Si tratta del capolinea meridionale della linea.

## Storia
La stazione nacque inizialmente lungo la ferrovia Jōzantei, che univa la stazione centrale di Sapporo con la parte meridionale della città. Nel 1969 la linea venne chiusa, e la stazione rinacque nel 1971, due anni dopo, per servire la linea Namboku della metropolitana.

## Struttura
La stazione è realizzata su viadotto, con il mezzanino al piano terra, e una banchina a isola centrale con due binari passanti al piano superiore.
| 1 | Linea Namboku | per Ōdōri, Sapporo e Asabu |
| 2 | Linea Namboku | per Ōdōri, Sapporo e Asabu |

## Stazioni adiacenti
| «             | Servizio      | »             |
| Linea Namboku | Linea Namboku | Linea Namboku |
| ------------- | ------------- | ------------- |
| Jieitai-Mae   | Locale        | Capolinea     |